# خانه ناظریان
خانه ناظری ها مربوط به سدهٔ ۱۳ ه‍.ق است و در اصفهان، خیابان هاتف، کوچه نمکی واقع شده و این اثر در تاریخ ۱۸ آذر ۱۳۵۴ با شمارهٔ ثبت ۱۱۶۳ به‌عنوان یکی از آثار ملی ایران به ثبت رسیده‌است.